# Tjusovaja
Tjusovaja (russisk: Чусова́я) er en flod i Perm kraj, Sverdlovsk oblast og Tjeljabinsk oblast i Rusland. Den er en biflod til Kama.
Floden er 592 km lang, med et afvandingsareal på 23.000 km². Den munder ud i Tjusovojbugten i Kamskij-reservoiret. Den fryser normalt til i november og forbliver frosset til forårflommen i april–maj. Forårsflommen varer sædvanligvis til midten af juni.
De vigtigste bifloder er Mezjevaja Utka, Serebrjanka, Kojva, Usva, Revda og Lysva. En anden interessant biflod er Kumysj, som løber omkring 6 km under jorden. Stedet hvor den forsvinder hedder Nyrok (russisk: нырок – oversat: "dug") blandt lokalbefolkningen, mens stedet hvor den dukker op igen hedder Bynyrok (russisk: вынырок – oversat: "kommer til overfladen").
Tjusovaja er meget brugt til vandforsyning, og forsyner blandt andet Jekaterinburg. Flodhavne ved Tjusovaja er Perm og Tjusovoj.
Tjusovaja er berømt for sine store klipper langs flodbredden. En af de mindre klipper er afbildedet til højre. Nogen af klipperne var farlige for bådtrafikken under forårsflommen, og blev kaldt Bojtsy (russisk: бойцы – oversat: krigere). Mange af de største klipper langs floden har navn.